# Celama mediofasciata
Celama mediofasciata är en fjärilsart som beskrevs av Max Wilhelm Karl Draudt 1919. Celama mediofasciata ingår i släktet Celama och familjen trågspinnare. Inga underarter finns listade i Catalogue of Life.